# Mickey Renaud
Mickey Renaud (* 5. Oktober 1988 in Tecumseh, Ontario; † 18. Februar 2008 in Windsor, Ontario) war ein kanadischer Eishockeyspieler, der von 2005 bis 2008 für die Windsor Spitfires in der Ontario Hockey League aktiv war.

## Karriere
Mickey Renaud wurde 2004 von den Windsor Spitfires im OHL Priority Selection Draft ausgewählt und gab sein Debüt in der Juniorenliga in der Saison 2005/06. Renaud spielte ein solides Jahr und erzielte acht Tore und 18 Assists in 68 Ligaspielen und zog mit den Spitfires in die Playoffs ein, wo sie in der ersten Runde scheiterten.
Die Saison 2006/07 war durch sportliche Misserfolge des Teams geprägt. Sie belegten den vorletzten Platz der OHL und mit nur 18 Siegen aus 68 Spielen war es die schlechteste Spielzeit des Franchise seit 1990. Renaud gehörte in der Mannschaft zu den wenigen Lichtblicken, konnte sich im Vergleich zu seiner Rookie-Saison deutlich steigern und war zweitbester Scorer der Spitfires mit 54 Punkten.
Die Calgary Flames wählten ihn im NHL Entry Draft 2007 in der fünften Runde an Position 143 aus.
Zur Saison 2007/08 übernahm Renaud das Amt als Mannschaftskapitän der Spitfires und das Team präsentierte sich in einer deutlich besseren Verfassung als im Vorjahr, so dass die Mannschaft sich bereits am 14. Februar 2008 trotz 13 noch ausstehender Spiele einen Playoff-Platz sicherte.
Vier Tage später, am 18. Februar 2008, kollabierte Renaud bei sich zu Hause und wurde in das Windsor Regional Hospital eingeliefert. Jegliche Versuche der Reanimation blieben erfolglos. Die Obduktion ergab, dass er an einer hypertrophen Kardiomyopathie litt und eines natürlichen Todes starb.
Mickey Renaud galt als ein guter Stürmer mit Führungsqualitäten, der das physische Spiel beherrschte und sich in der OHL gut entwickelt hatte. Gerade wegen seiner physischen Spielweise und seiner Größe wurde ihm der Sprung in die National Hockey League zugetraut. Aufgrund seines Todes wird das Trikot mit der von Renaud getragenen Rückennummer 18 bei den Windsor Spitfires nicht mehr vergeben. Des Weiteren schuf die Ontario Hockey League eine Trophäe im Gedenken an den Verstorbenen. Die Mickey Renaud Captain’s Trophy wird seit dem Frühjahr 2009 alljährlich an den Spieler mit herausragenden Führungsqualitäten vergeben.
Mark Renaud, Mickeys Vater, war selbst Eishockeyspieler und spielte von 1979 bis 1984 in der NHL für die Hartford Whalers und Buffalo Sabres in 152 Spielen.

## Karrierestatistik
(Legende zur Spielerstatistik: Sp oder GP = absolvierte Spiele; T oder G = erzielte Tore; V oder A = erzielte Assists; Pkt oder Pts = erzielte Scorerpunkte; SM oder PIM = erhaltene Strafminuten; +/− = Plus/Minus-Bilanz; PP = erzielte Überzahltore; SH = erzielte Unterzahltore; GW = erzielte Siegtore; 1 Play-downs/Relegation; Kursiv: Statistik nicht vollständig)